# 約薩河
50°46′16.20″N 9°35′0.36″E / 50.7711667°N 9.5834333°E

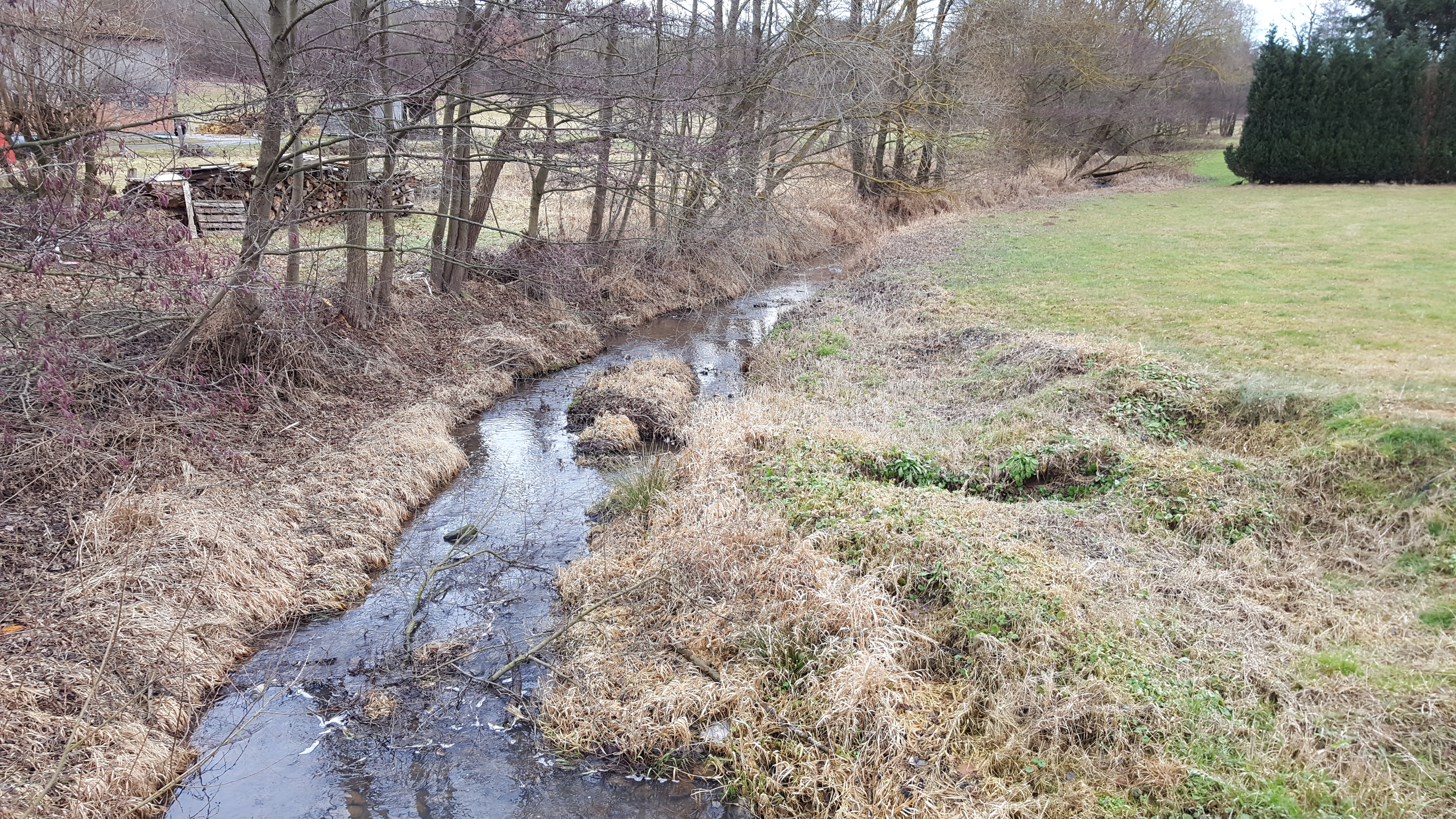
約薩河

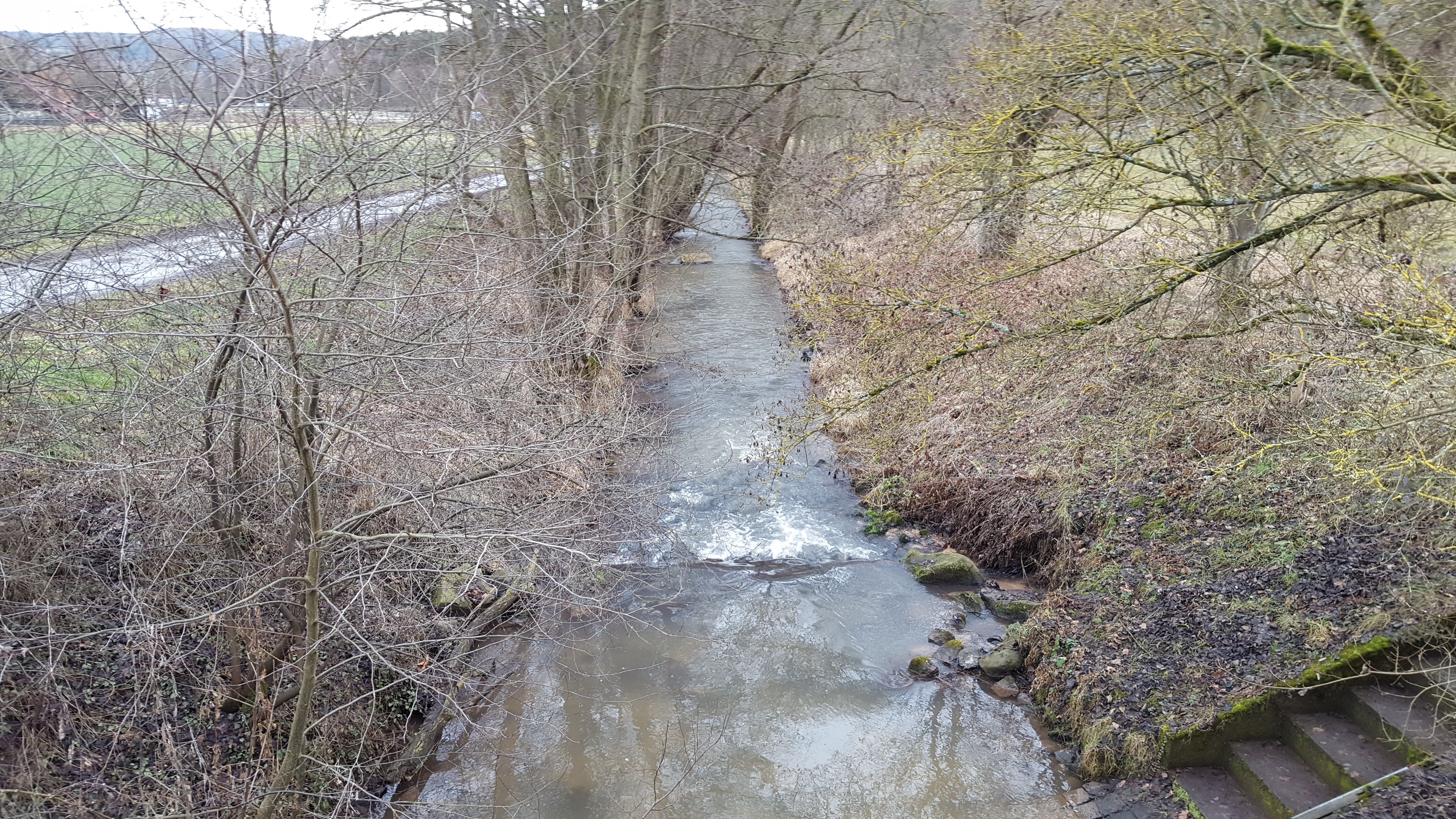
約薩河

約薩河（德語：Jossa），是德國的河流，位於該國中部，由黑森州負責管轄，屬於福達河的支流，河道全長23公里，流域面積122平方公里，河口處在下奧拉附近。